# 萊佛士坊
萊佛士坊是新加坡的一個地區，位於新加坡河南部、新加坡中區。全國最高的建築物大多集中在這地區。
除了是本地最大的金融区外，莱佛士坊也是外国游客必来之地，一侧是新加坡河畔，风景秀丽，而其中心地带现在已经是受保护古迹。

## 歷史
當斯坦福·莱佛士扺達新加坡時，他就構想在今日萊佛士坊現址，建造商業中心區。至1858年，此地正名作「萊佛士坊」。其時萊佛士坊進駐公司，一般從事轉口貿易，亦有部分銀行設置總部。
自1960年代起萊佛士坊重新改造，變成新加坡金融中心區。其中1965年建成新加坡第一個地下停車場；1987年地鐵萊佛士坊站正式啟用。

## 地標建築
很多重要的商業大廈都位於萊佛士坊，例如：
- 大華銀行大廈
- 華聯銀行大廈
- 共和大廈
- 萊佛士碼頭一號
- 華僑銀行大廈
- 新加坡交易所
- 新置地大廈

另外，浮爾頓酒店、著名的旅遊地標魚尾獅以及榴槤形狀的濱海藝術中心也位於這地區附近。新加坡一些政府建築，包括國會大廈、最高法院和政府大廈則位於新加坡河的北部，但不屬於萊佛士坊的一部分。百年潮州庙宇「粤海清庙」也坐落在莱佛士坊。

## 交通
地鐵是萊佛士坊最重要的交通工具之一，因為萊佛士坊地鐵站正位於萊佛士坊的中心。巴士亦服務這地區。

## 圖片

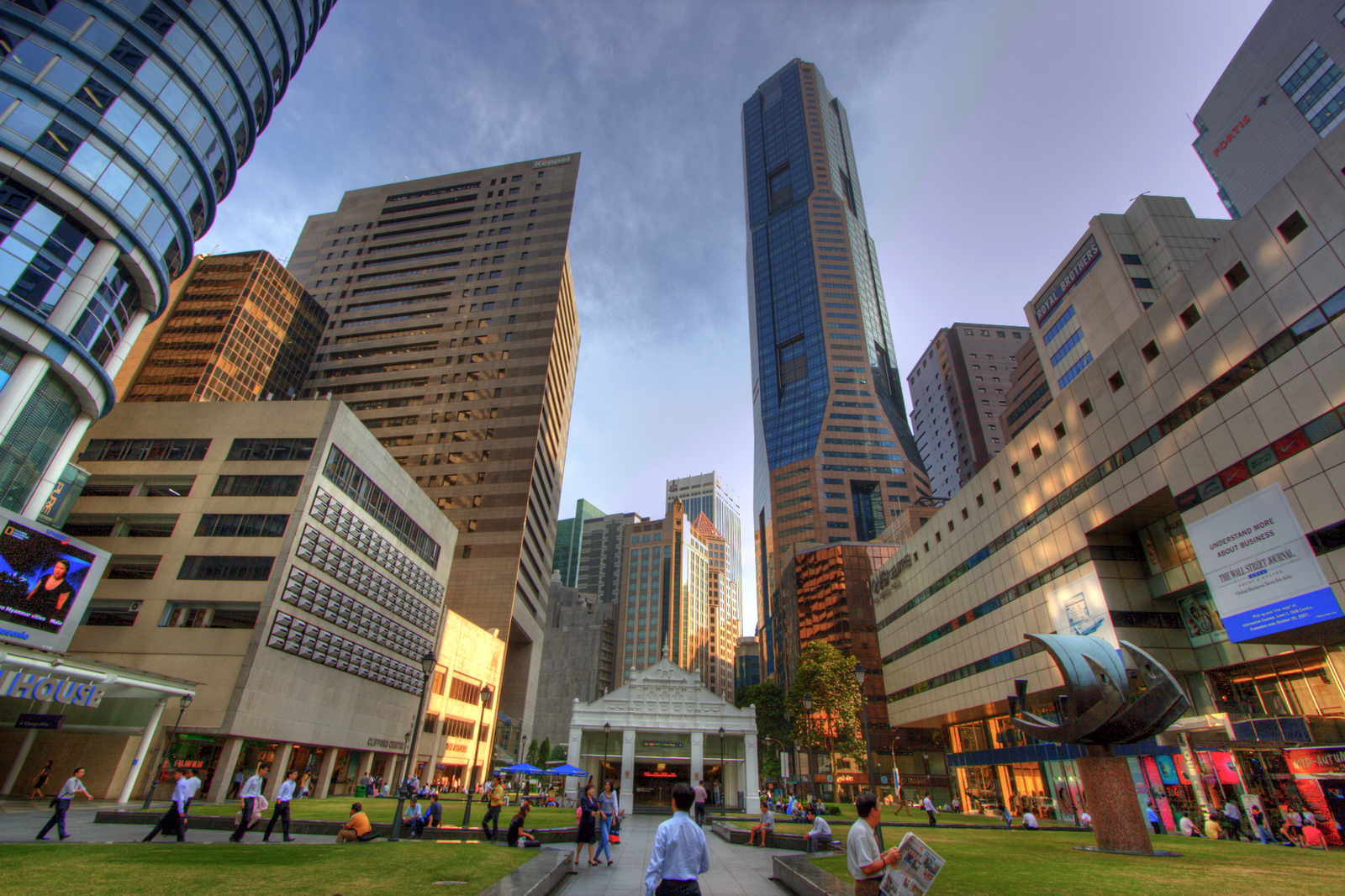
萊佛士坊的中央廣場
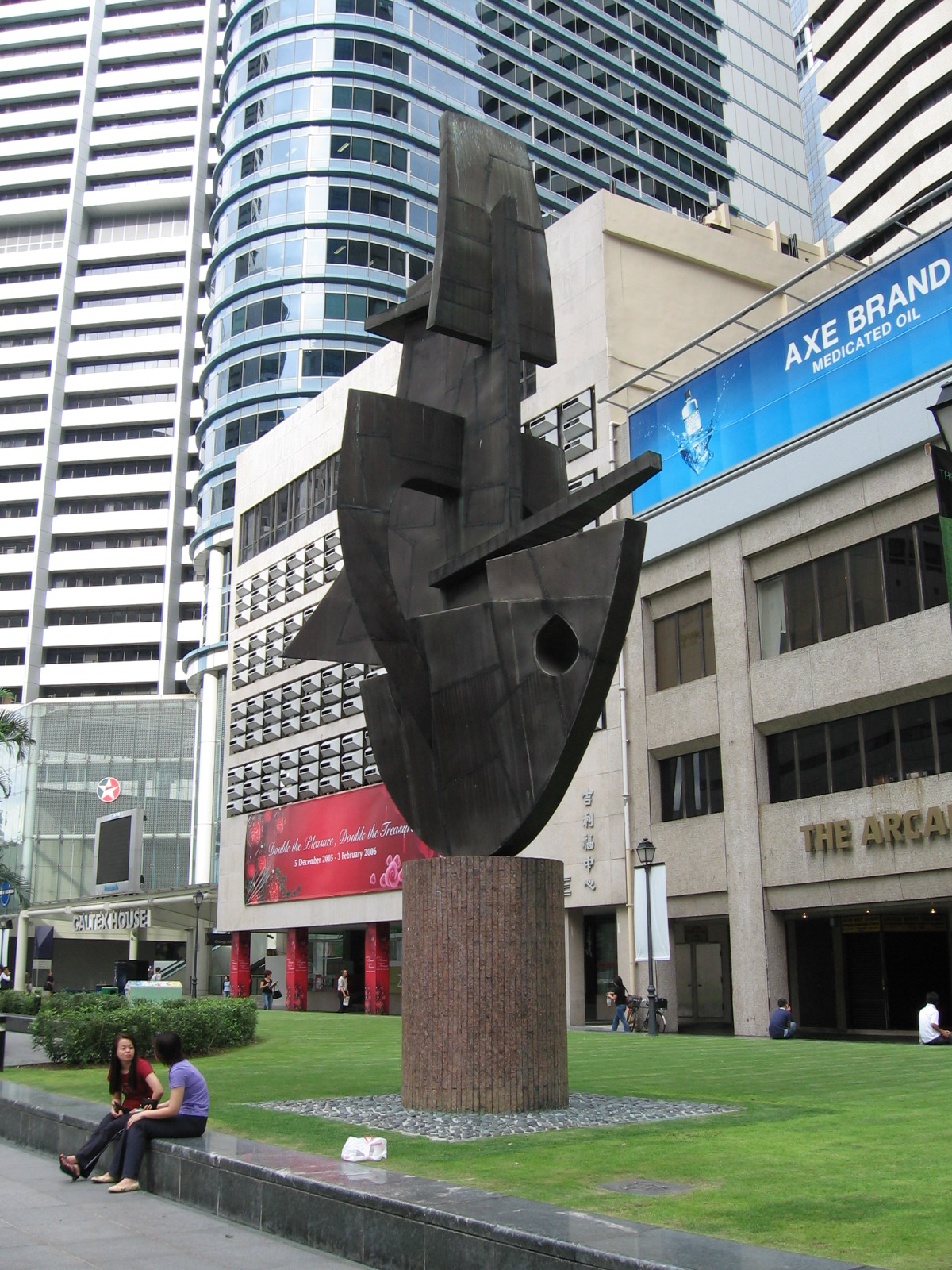
萊佛士坊是新加坡的金融中心。
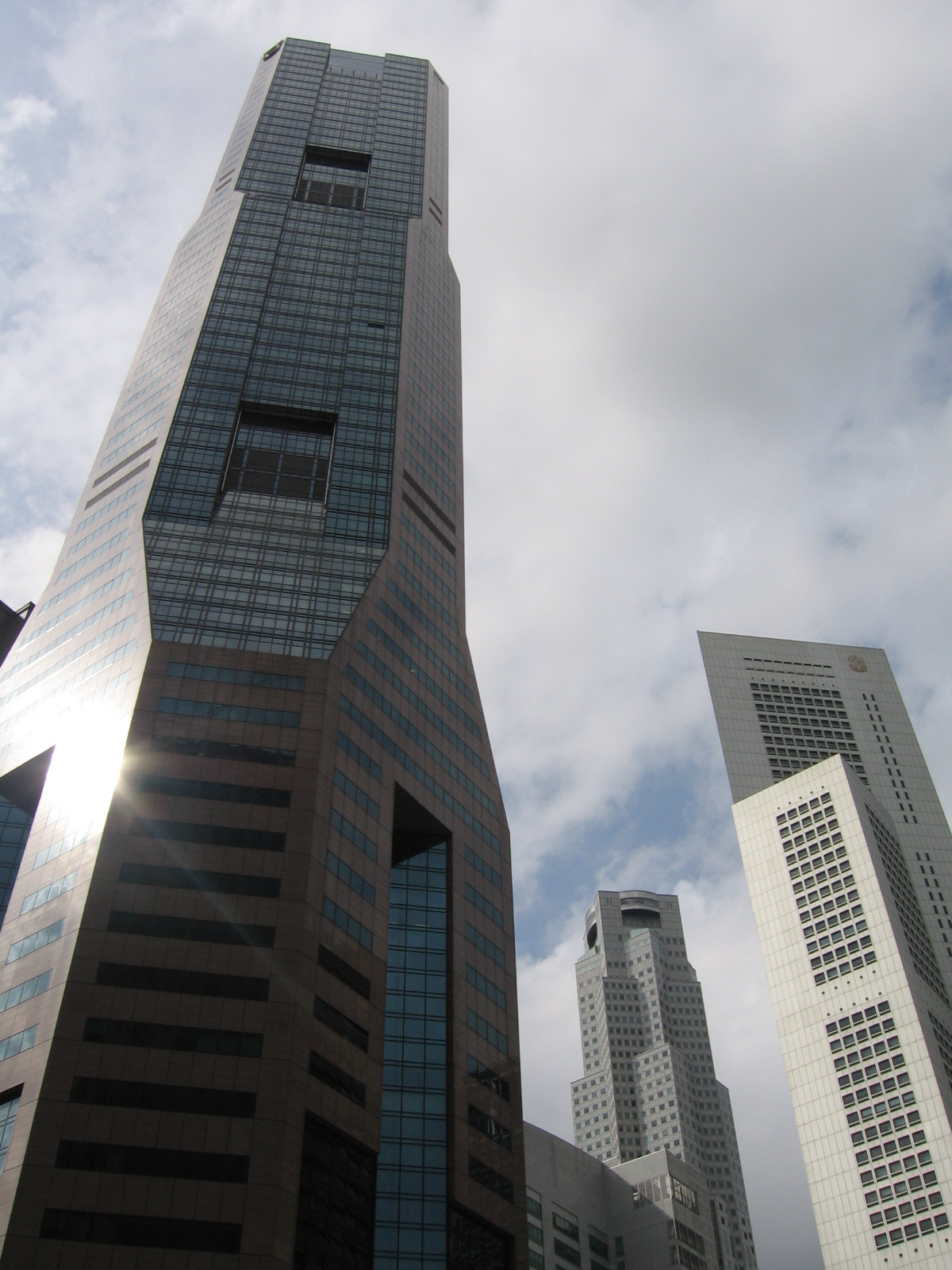
新加坡三座最高的建築物都位於萊佛士坊，由左至右分別為共和大廈、大華銀行大廈一期和華聯銀行大廈。
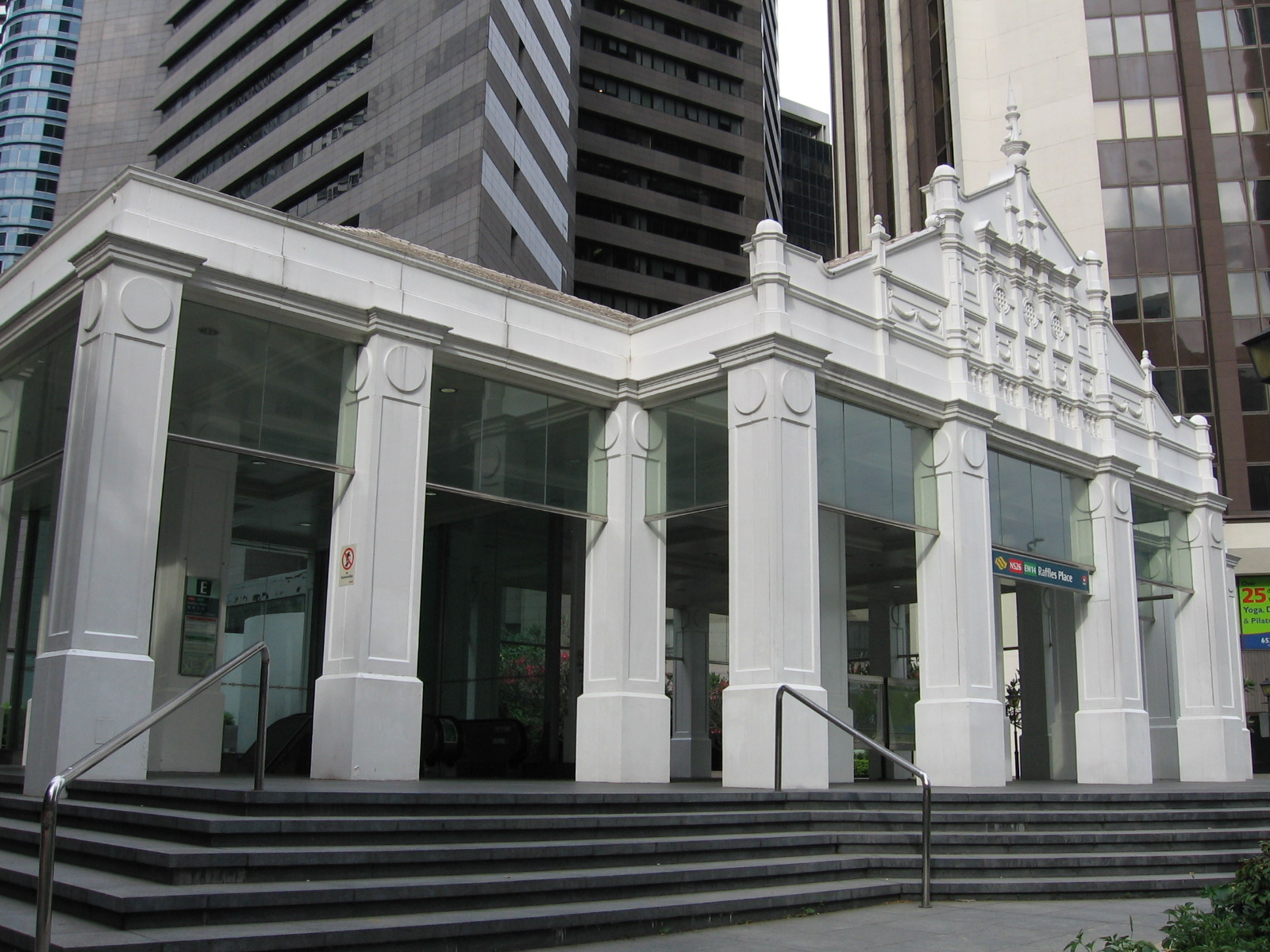
萊佛士坊地鐵站的入口。